# Force Publique

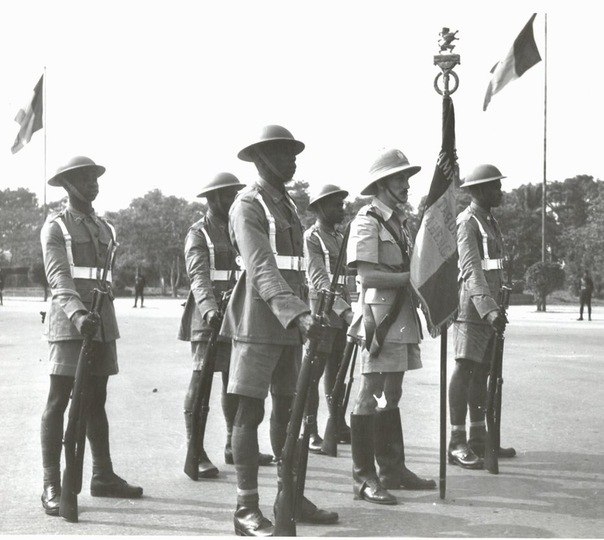
Vlaggengroet op parade na de Tweede Wereldoorlog

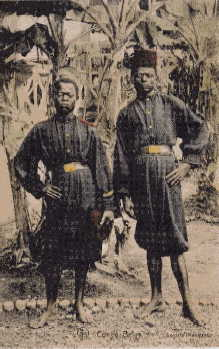
Twee soldaten van de Force Publique rond 1900

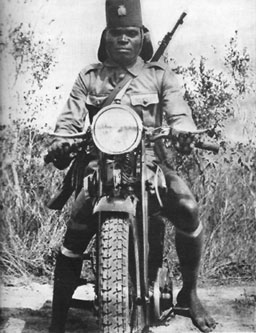
Force Publique-motorrijder tijdens de Tweede Wereldoorlog

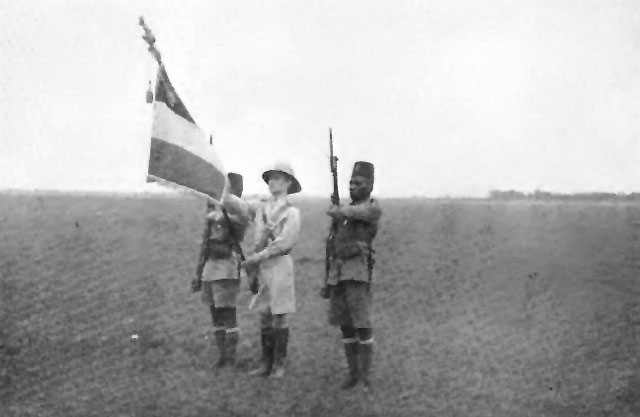
Vlaggengroet in 1941

De Force Publique of Openbare Weermacht was het koloniale leger van de Onafhankelijke Congostaat en nadien van Belgisch-Congo. Op haar hoogtepunt, vlak voor de Congolese Dipenda, telde de Force Publique meer dan honderdduizend manschappen, verspreid over meer dan vijftig kazernes in alle uithoeken van Congo-Kinshasa.

## Geschiedenis

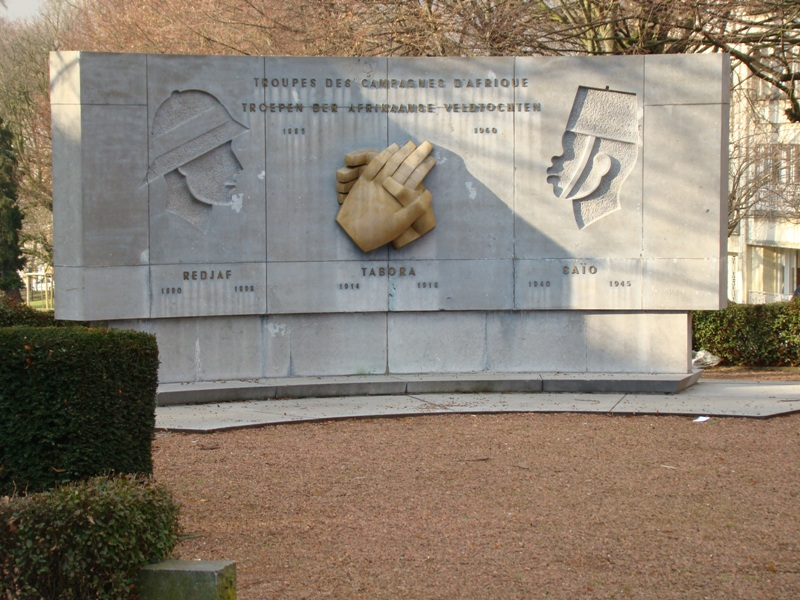
Monument Force Publique te Schaarbeek

De Force Publique werd opgericht in 1885 door Leopold II, met als doel het verzorgen van logistieke steun aan de Belgische kolonisten en het bezetten van strategische punten. Ook de strijd tegen de Arabische slavenhandelaren in Oost-Congo werd door de Force Publique gevoerd. De Force Publique groeide alzo uit tot zowel een leger- als een politiemacht en stond aanvankelijk onder het rechtstreekse bevel van de gouverneur-generaal en de koning.
Het officierenkorps was en bleef uitsluitend toegankelijk voor blanken. Van 1886 tot 1908 bestond het officierenkorps uit 648 Belgen, 112 Italianen, 53 Denen, 47 Zweden, 26 Noren en een kleiner aantal Britten en Amerikanen.
Aanvankelijk werden uitsluitend niet-Congolese zwarten tot de Force Publique toegelaten maar vanaf de eeuwwisseling kwam daar verandering in. Elk smaldeel mocht maximaal voor 20% bestaan uit inlanders met dezelfde etnische achtergrond. Door deze maatregel kon de Force Publique overal in Congo worden ingezet. Tijdens de Vrijstaatperiode waren er verschillende institutionele problemen, er braken verscheidene muiterijen uit onder de zwarte soldaten
Tegen 1900 bestond de Force Publique uit 19000 man.

### Congo-Arabische Oorlog
Aan het begin van de jaren 1890 was het oostelijke gedeelte van de Vrijstaat voornamelijk onder controle van de Arabische ivoor- en slavenhandelaars. De Force Publique bestond toen uit 120 officieren en 3500 zwarte soldaten. Tegen midden 1890 kwam het oostelijk gedeelte van de Vrijstaat terug onder staatscontrole.
Tijden de oorlog tegen de Mahdisten in Soedan (1881-1899) vochten ze aan de zijde van het Verenigd Koninkrijk. Het bekendste wapenfeit is de Slag bij Rejaf tijdens de Belgo-Arabische Oorlog.

### Eerste Wereldoorlog
Tijdens de Eerste Wereldoorlog verwierf de Force Publique wereldbekendheid door zijn militaire overwinningen tijdens de Slag bij Tabora. De militaire bezetting van Ruanda-Urundi en Duits-Oost-Afrika (het huidige Tanzania) vanaf 1917 gebeurde door de Force Publique. In 1916 had de Force Publique al eens victorie mogen kraaien toen zij aan de zijde van de Fransen en de Britten Kameroen veroverden op de Duitsers. Na de wapenstilstand van 1918 zou de Force Publique zich terugtrekken uit het grootste deel van Duits Oost-Afrika, dat Brits mandaatgebied werd (Tanganyika). De Force Publique bleef wel nog tot in de jaren zestig aanwezig in Ruanda-Urundi, dat voorheen deel uitmaakte van Duits Oost-Afrika en dat Belgisch mandaatgebied werd.

### Tweede Wereldoorlog
Tijdens de Tweede Wereldoorlog vocht de Force Publique in Abyssinië (het huidige Ethiopië) tegen het Italiaanse leger. Zo nam de Force Publique Saio in na een kortdurend beleg en zorgde het samen met de Britten voor het verdrijven van de Italianen uit Ethiopië.
Ondanks de successen van de Force Publique in de beide wereldoorlogen heeft België zijn koloniale troepen nooit in Europa ingezet, dit om te vermijden dat de zwarte soldaten aan de bevrijding van het moederland emancipatoire ideeën zouden overhouden.

### Na de onafhankelijkheid
Na de Congolese onafhankelijkheid werd de Force Publique – ondanks felle weerstand van de blanke officieren – volledig ontmanteld en na de Afrikanisering gingen de restanten op in het nieuwe Armée nationale congolaise.

## Bevelvoerders
| - Léon Roget, 08/1886–08/1888 - Henri Avaert, 08/1888–10/1889 - Léon Van de Putte, 07/1890–06/1891 - Leopold Fourdin, 10/1891–06/1893 - Georges Dielman, 06/1893–06/1895 - Jules Van Dorpe, 06/1895–06/1898 - Georges Dielman, 03/1899–05/1900 - Ernest Tonglet, 05/1900–11/1902 - Gustave Seghers, 06/1903–12/1903 | - Érasme Warnant, 05/1904–04/1906 - Joseph Gomins, 04/1906–05/1907 - Louis Paternoster, 05/1907–12/1907 - Joseph Gomins, 05/1908–05/1909 - Albéric Bruneel, 05/1909–03/1911 - Auguste Marchant, 03/1911–01/1916 - Charles Tombeur, 01/1916–05/1918 - Philippe Molitor, 06/1918–04/1920 - Frederik Valdemar Olsen, 10/1920–08/1924 | - Paul Ermens, 11/1925–07/1930 - Léopold De Koninck, 07/1930–07/1932 - August Servais, 08/1932–11/1933 - Émile Hennequin, 04/1935–11/1939 - Auguste Gilliaert, 11/1939–12/1940 - Paul Ermens, 12/1940–08/1944 - Auguste Gilliaert, 08/1944–1954 - Émile Janssens, 1954–07/1960 |

## Voetnoten
1. ↑  (en) Gann, Lewis H., Duignan, Peter (1979). The Rulers of Belgian Africa, 1884–1914.. Princeton: Princeton University Press., P 60. ISBN 9780691052779.
2. ↑  (en) King Leopold's Ghost: A Story of Greed, Terror, and Heroism in Colonial Africa .. Boston: Houghton Mifflin (1998). ISBN 9780618001903.
3. ↑  (en) Thomas Pakenham (1991). "The Scramble for Africa". Random House, pp 29–33 en pp 394-6. ISBN 0 349 10449 2.
4. ↑  (en) Afrika-Studiecentrum Series (2013). The Objects of Life in Central Africa: The History of Consumption and Social Change, 1840–1980.. BRILL, p 50. ISBN 9789004256248.
5. ↑  75 jaar geleden: Congolezen mogen niet helpen bij bevrijding van Europa, VRT NWS, 1 juli 2019